# الاتحاد العام للأدباء والكتاب في العراق
اتحاد الكتاب العراقيين (رسميًا الاتحاد العام للأدباء والكتّاب في العراق) جمعية مهنية، ثقافية غير ربحية غير حكومية، تعنى بالشؤون الأدبية العراقية. تأسست في 1959 في عهد الجمهورية العراقية ومقرها الرئيسي في ساحة الأندلس ببغداد ولها فروع في المحافظات.

## تأسيس الاتحاد
في اليوم السابع من مايو 1959/ 29 شوال 1378، أنتخب بالاقتراع السري الحر، أول هيئة إدارية لهذا الاتحاد؛انتخب محمد مهدي الجواهري من التصويت واختياره رئيسا منتخبا بالتزكية، وصلاح خالص سكرتيرا عاما والأعضاء: ذو النون أيوب ومحمد صالح بحر العلوم ومهدي المخزومي وعبد الوهاب البياتي وعلي جواد الطاهر (الذي أصبح سكرتيرا عاما بعد انتداب الدكتور خالص للعمل خارج العراق) ولميعة عباس عمارة ويوسف العاني وسعدي يوسف وعبد الله كوران وعبد الملك نوري وعبد المجيد الونداوي وعلي جليل الوردي وباسم عبد الحميد حمودي.

## مقر رئيسي
يقع مقر الاتحاد في مبنى على الشارع الرئيسي في ساحة الأندلس ببغداد، وتتوسط ساحة المبنى صورة ضخمة للشاعر العراقي محمد مهدي الجواهري، ويضم المبنى إضافة إلى غرف إدارة الاتحاد صالة للمحاضرات زُيِّنت بصور أبرز شعراء العراق المعاصرين من قبيل بدر شاكر السياب ومعروف الرصافي وجميل صدقي الزهاوي وغيرهم، كما يضم مكتبة حافلة بالعناوين رغم سرقة مجموعة كبيرة من محتوياتها إبان سقوط بغداد (2003).
وتعرض مبنى الاتحاد لهجوم مساء 17 يونيو 2015، من قبل «مجموعة مسلحة ترتدي الملابس السوداء وتحمل الرشاشات والأسلحة الخفيفة.»

## مجلس مركزي
يتشكل المجلس المركزي على أساس التمثيل النسبي لكل اتحاد من اتحادات الأدباء في العراق. وتحدد مقاعد أعضاء المجلس المركزي لكل اتحاد من اتحادات العراق حسب النسبة العددية لأعضائه وينتخب عضو المجلس المركزي من قبل الهيئات العامة للاتحادات كل في محافظته، مع استقلال رئاسة المجلس المركزي لاتحاد الأدباء والكتاب في العراق عن رئاسة الاتحاد ومكتبه التنفيذي، أي بمعنى أن يكون المجلس المركزي تشريعيا وله رئيس ينتخب من أعضائه أسوة برئيس الاتحاد الذي سيكون دوره تنفيذيا حيث لا يجوز حصر السلطتين التشريعية والتنفيذية في آن واحد تعديل بنود النظام الداخلي لصالح أدباء العراق كافة ومساواة الأدباء العراقيين بالحقوق والواجبات على أن يرشح كل اتحاد من الاتحادات المحلية عضوا من أعضائه للمساهمة في تعديل النظام الداخلي للاتحاد ليعرض بعد تعديله على الهيئات العامة في كل اتحادات العراق للتصويت عليه.

تمنح الاتحادات في المحافظات صلاحية تشريع نظام داخلي محلي خاص بها على أن لا يتعارض مع قانون الاتحاد العام للأدباء والكتاب في العراق ويتضمن النظام الداخلي المحلي صلاحية الاتحاد في المحافظة منح أعضائه هوية الانتساب إلى الاتحاد، بعد أن تتم المصادقة عليها من المركز العام وحسب الضوابط كما يجب أن يتضمن النظام الداخلي المحلي حق الاتحاد بمفاتحة الجهات الرسمية وشبه الرسمية بعقد اتفاقات ثقافية داخل وخارج العراق ومنح أعضاء الاتحاد في فروع المحافظات فرصة تمثيل العراق في المؤتمرات والأنشطة الثقافية خارج العراق وعدم احتكارها على فئة محددة من الأدباء. وضرورة قيام المكتب الجديد وبالحاح شديد بمفاتحة مجلس النواب ومجلس الوزراء بتشريع قانون حماية الأدباء والكتاب مماثلا لقانون حماية الصحفيين، ودعم نتاجات الأدباء ماديا ومعنويا وتسهيل مهمة سفرهم إلى الخارج وحماية حقوق الملكية الأدبية والفكرية لهم، وتكفلهم بالضمان الصحي والقانوني وتوفير فرص عمل للأدباء غير الموظفين لحماية عوائلهم ماديا.

## عضوية الاتحاد

### الأعضاء البارزين
هذه قائمة من الأعضاء البارزين الحاليين:
- إياد عبد المجيد إبراهيم - (1948) عضو في المجلس المركزي من 1992.[5]
- حسن نجم البياتي - (1930)[6]
- رزاق محمود الحكيم - (1939) شاعر عراقي - جزائري وأكاديمي أدبي.
- رضا الخفاجي - (1948) شاعر مسرحي.
- ريكان إبراهيم - (1952) شاعر وطبيب نفسي.
- زهير غازي زاهد - (1939) شاعر وأستاذ جامعي.
- شاكر العاشور - (1947) شاعر.
- شكر الصالحي - (1947) شاعر وورئيس الهيئة الإدارية للاتحاد في محافظة بابل.
- صاحب خليل إبراهيم - (1946) شاعر ولغوي وناقد أدبي.
- صالح هويدي - (1945) كاتب وناقد أدبي، شغل مهام أمين الشؤون الثقافية وأمين الشؤون الداخلية لرابطة 1991 - 1993.
- عادل جاسم البياتي - (1934) أستاذ أدبي جامعي وشاعر.
- عبد الخالق الركابي - (1946) عضو المجلس المركزي، روائي وكاتب قصص قصيرة وشاعر.
- عبد الرزاق الربيعي - (1961) شاعر وكاتب مسرحي وصحفي عراقي - عماني.
- عبد الله الجبوري - (1939) شاعر وأستاذ أدبي جامعي.
- عيسى حسن الياسري - (1942) شاعر.
- فاضل عباس الكعبي - (1955) شاعر وكاتب، رئيس رابطة أدب الأطفال في العراق.
- فاضل السلطاني - (1948) شاعر وأكاديمي.
- محمد حسين آل ياسين - (19 يوليو 1948) لغوي وأستاذ جامعي وشاعر.
- محمد جميل شلش - (1930) شاعر وكاتب وسياسي سابق.
- محمد رضا مبارك - (1950) شاعر وأكاديمي أدبي.
- ناهض الخياط - (1935) شاعر.
- نصير النهر - (1943) شاعر وصحفي.
- ياسين طه حافظ - (1936) شاعر ومترجم أدبي وصفحي.

## أمناء العام
- 1959 -؟: محمد مهدي الجواهري.
- 1980 -1986: حميد سعيد هادي.[7]
- 2003 - 13 مايو 2016: ألفريد سمعان المقدسي.[8]
- 13 مايو 2016 - 28 أغسطس 2019: إبراهيم الخياط.[9]

## قاعات وأندية
للاتحاد نادي الشعر والمسرح الذي انطلقت يوم 5 سبتمبر 2018 على قاعة الجواهري أولى جلساته ويهدف إلى خلق روح انسجام ثقافي ومعرفي بين المسرح والأنواع الأدبية الأخرى في اتحاد.